# Benedict Stilling
Benedict Stilling (né le 16 mars 1810, à Kirchhain, Royaume de Westphalie; † 28 janvier 1879 à Cassel) est un chirurgien et neuroanatomiste allemand.

## Biographie
Benedict Stilling est le fils aîné d'un marchand, Jakob Benedict Stilling (1770-?) et de sa femme Veilchen Samuel (1786-?). Il reçut les cours particuliers de latin et de grec ancien du pasteur Karl Wilhelm Justi (de), puis étudia la médecine de 1828 à 1832 à Marbourg, avec une spécialisation de chirurgie en 1831. Promu docteur en 1832, il travailla l'année suivante dans le cabinet de J. Chr. Ullmann (1772–1849) sans interrompre sa spécialisation, et fut en 1834 le premier médecin légiste d'Allemagne de confession juive, assermenté auprès du tribunal régional de Kassel.
Remplacé d'office à ce poste en 1840, il voyagea à Paris, où il put rencontrer plusieurs médecins célèbres, entre autres Claude Bernard, Charles-Édouard Brown-Séquard et Jean-Martin Charcot. Il partagea le reste de sa vie entre les capitales d'Europe (Londres, Edimbourg et Vienne), avant de retourner à Kassel où il mourut.
Stilling est l'inventeur de plusieurs techniques opératoires et anatomiques qui, par leurs conséquences sur la connaissance de la moelle épinière, ont jeté les bases de la neuroanatomie moderne. Cherchant à éviter une hémorragie extra-péritonéale, il procéda en 1837 à la première ovariectomie d'Allemagne, dont il publia les résultats en 1841 ; il fut d'ailleurs longtemps le seul chirurgien d'Allemagne à savoir pratiquer cette intervention. Il mit au point la technique de conservation par congélation (1842), qui en fit par la même occasion le pionnier de la microtomie. Il a laissé son nom à un vaisseau du corps vitré situé entre le point aveugle et le cristallin : le canal de Stilling.
Il a été élu à l’Académie Léopoldine en 1865
Ses fils Heinrich (de) et Jakob (de) furent respectivement pathologiste et ophtalmologiste.